# Радна акција са Тамаром
Радна акција са Тамаром, раније позната као С Тамаром у акцији, српска је ријалити-телевизијска емисија коју води Тамара Грујић. Представља наследника емисије Радна акција. Од 11. марта 2016. до 5. фебруара 2021. емисију је емитовао РТС 1, док је од 14. септембра 2021. приказује Прва, а од тада и носи актуелни наслов.

## Формат
Основни циљ емисије је помагање најугроженијим људима широм Србије. Након пријављивања, које учесници могу да обаве сами или то могу учинити њихови пријатељи или социјална установа, следи одабир на основу одређених услова које учесници морају испуњавати. Одабир траје месецима и у њему учествују центри за социјални рад, стручни сарадници, народне кухиње у Србији, грађевински предузимачи и архитекта. Ова емисија поред хуманитарног аспекта представља и својеврсну етнографску грађу јер упознаје са историјом Србије, њеном културом, традицијом, фолклором и обичајима.
У првих 100 акција, током осам сезона емисије С Тамаром у акцији, заједничким снагама РТС-а, извршне продукције Триангл и спонзора серијала, унапређени су животни услови 99 породица које живе на територијама општина севера Косова и Метохије, јужне, источне, западне и централне Србије. Реновирано је око 8.300 квадрата, донирано 20 пластеника, обрађено око 2.500 хектара земље, десеторо људи је добило посао.
Поред помоћи породицама, свака сезона (почев од пете) садржи и специјалну акцију/епизоду која је посвећена широј друштвеној заједници:
- На крају пете сезоне спроведена је акција реновирања Хематоонколошког одељења Педијатријске клинике у Крагујевцу[4]
- На крају шесте сезоне реновирана су два простора од 45 квадрата за Удружење оболелих од церебралне и дечије парализе у Ужицу.[5]
- На крају седме сезоне реновирана је основна школа у селу Губеревац у општини Кнић.[6]
- На крају осме сезоне реновиране су основне школе у селима Извор (општина Пирот)[7] и Мечковац (општина Врање).[8]
- На почетку десете сезоне реновирана је кућа на Фрушкој гори која ће служити за опоравак деце након хемиотерапије.[9]
- На крају једанаесте сезоне реновирана је основна школа у селу Кормињане (општина Косовска Каменица).[10]
- На почетку дванаесте сезоне реновирано је издвојено одељење основне школе Светислав Мирковић Ненад у селу Белољин, крај Прокупља.[11]
- На почетку тринаесте сезоне реновирано је истурено одељење основне школе Братство у селу Пресека, у општини Бабушница.[12]
- У петнаестој сезони опремљен је објекат Удружења самохраних родитеља и породица деце са инвалидитетом (Плава шкољка), у близини Бање Ковиљаче.[13]
- На крају седамнаесте сезоне је реновиран и опремљен објекат Атељеа Terra у Кикинди.[14]
- На почетку осамнаесте сезоне су реновиране приземне просторије једног стамбеног комплекса за потребе Удружења "Звуци срца" у Нишу, које је огранак дечије организације "Дечје срце" из Београда.[15]
- На крају осамнаесте сезоне је реновиран цели блок основне школе "Добринка Богдановић" са домом ученика у селу Стрелац, у општини Бабушница. [16]

## Епизоде
| Сезона | Сезона | Број епизода | Премијерно емитовање | Премијерно емитовање | Локација                                                           | Мрежа |
| Сезона | Сезона | Број епизода | Почетак емитовања    | Завршетак емитовања  | Локација                                                           | Мрежа |
| ------ | ------ | ------------ | -------------------- | -------------------- | ------------------------------------------------------------------ | ----- |
|        | 1      | 12 (1—12)    | 11. март 2016.       | 27. мај 2016.        | Север Косова и Метохије                                            | РТС 1 |
|        | 2      | 17 (13—29)   | 30. септембар 2016.  | 27. јануар 2017.     | Јужна Србија                                                       | РТС 1 |
|        | 3      | 13 (30—42)   | 10. март 2017.       | 16. јун 2017.        | Јужна Србија                                                       | РТС 1 |
|        | 4      | 14 (43—56)   | 29. септембар 2017.  | 12. јануар 2018.     | Источна Србија                                                     | РТС 1 |
|        | 5      | 13 (57—69)   | 9. март 2018.        | 8. јун 2018.         | Источна Србија                                                     | РТС 1 |
|        | 6      | 15 (70—84)   | 28. септембар 2018.  | 11. јануар 2019.     | Западна Србија                                                     | РТС 1 |
|        | 7      | 13 (85—97)   | 15. март 2019.       | 14. јун 2019.        | Централна Србија                                                   | РТС 1 |
|        | 8      | 13 (98—110)  | 4. октобар 2019.     | 10. јануар 2020.     | Централна Србија                                                   | РТС 1 |
|        | 9      | 10 (111—120) | 6. март 2020.        | 19. јун 2020.        | Војводина                                                          | РТС 1 |
|        | 10     | 18 (121—138) | 18. септембар 2020.  | 5. фебруар 2021.     | Војводина                                                          | РТС 1 |
|        | 11     | 15 (139—153) | 14. септембар 2021.  | 28. децембар 2021.   | Косово и Метохија                                                  | Прва  |
|        | 12     | 15 (154—168) | 8. март 2022.        | 14. јун 2022.        | Јужна Србија                                                       | Прва  |
|        | 13     | 15 (168—182) | 13. септембар 2022.  | 20. децембар 2022.   | Јужна Србија                                                       | Прва  |
|        | 14     | 16 (183—198) | 15. март 2023.       | 28. јун 2023.        | Босна и Херцеговина                                                | Прва  |
|        | 15     | 15 (199—213) | 13. септембар 2023.  | 20. децембар 2023.   | Западна Србија                                                     | Прва  |
|        | 16     | 15 (214—228) | 6. март 2024.        | 12. јун 2024.        | Западна Србија                                                     | Прва  |
|        | 17     | 15 (229—242) | 11. септембар 2024.  | 18. децембар 2024.   | део Западне Србије, Војводине, Смедеревска Паланка, Ниш и Сокобања | Прва  |
|        | 18     | 15 (243—257) | 9. април 2025.       | 25. јун 2025.        | део Западне Србије, Војводине, Источне Србије и Ниш                | Прва  |